# 平松洋
平松 洋（ひらまつ ひろし、1962年12月21日 - ）は、キュレーター、美術評論家。岡山県生まれ。早稲田大学文学部卒。展覧会の企画・運営やプランニングを行う。朝日カルチャーセンター新宿教室・早稲田大学エクステンションセンターなどで講師も務める。

## 著書
- 『ヒーローの修辞学 ウルトラマン/仮面ライダー/機動戦士ガンダム』青弓社 1993
- 『ドラキュラ100年の幻想』東京書籍 1998
- 『奇想の天才絵師歌川国芳 幕末最大の人気を誇った反骨の絵師』新人物往来社 2011
- 『怖い絵の謎を解く 名画の読み方』新人物往来社 2011
- 『〈名画〉絶世の美女』新人物往来社 2011
- 『衝撃の絵師月岡芳年　幕末・明治を生きた最後の浮世絵師』新人物往来社 2011
  - 『最後の浮世絵師 月岡芳年』角川新書 2017[3] - ※2011年刊の改題・加筆・再編集[4]
- 『芸術家たちの臨終図鑑』新人物往来社 2012
- 『〈名画〉絶世の美女 ヌード』新人物往来社 2012／KADOKAWA〈中経の文庫〉2014
- 『〈名画〉絶世の美女 魔性 = Femmes fatales in the masterpieces』新人物往来社 2012
- 『終末の名画 大洪水、黙示録、最後の審判…巨匠たちが幻視した終末のビジョン』学研 2012
- 『〈名画〉絶世の美女130人』KADOKAWA〈中経の文庫〉2013
- 『〈名画〉絶世の美男 同性愛』新人物往来社 2013
- 『ラファエル前派の世界』KADOKAWA 2013
- 『猫の西洋絵画』東京書籍 2014
- 『名画で見るシェイクスピアの世界』KADOKAWA〈ビジュアル選書〉2014
- 『バーン=ジョーンズの世界』KADOKAWA 2014
- 『「天使」の名画』青幻舎 2015
- 『名画の謎を解き明かす アトリビュート・シンボル図鑑』KADOKAWA〈ビジュアル選書〉2015
- 『クリムト 官能の世界へ』KADOKAWA〈角川新書〉2018
- 『誘う絵』大和書房〈ビジュアルだいわ文庫〉2019

### 解説
- 『クリムトの世界』新人物往来社編 新人物往来社 2011（執筆「クリムト、絵画の錬金術師」）[5]
- 『ギュスターヴ・モローの世界』新人物往来社編 新人物往来社 2012
- 『ムンクの世界』新人物往来社編 新人物往来社 2012
- 『ミケランジェロの世界』新人物往来社編 新人物往来社 2012（執筆「神のごときミケランジェロ、あるいは、三分野に優れしもの」）[6]
- 『名画に出てくる幻想世界の住人たち』新人物往来社編 新人物往来社 2012
- 『巨匠たちが描いた神と天使と悪魔』新人物往来社編 新人物往来社 2012
- 『ウォーターハウス』青幻舎〈Le Petit Musée ちいさな美術館〉2013 [7]
- 『ミレイ』青幻舎〈Le Petit Musée ちいさな美術館〉2013 [8]
- 『ジェームズ・アレン全一冊』KADOKAWA 2015

### 翻訳出版
- 『從名畫讀懂莎士比亞經典劇作』台灣東販 2015（『名画で見るシェイクスピアの世界』の台湾語版）
- 『거장 명화로 읽는 셰익스피어 명작들』박유미 옮김/인서트』인서트 2015（『名画で見るシェイクスピアの世界』の韓国語版）
- 『從文藝復興到巴黎學派　名畫中的魔性之女』台灣東販 2015（『名画　絶世の美女　魔性』の台湾語版）
- 『눈으로 보는 마성의 절세미녀』2016（『名画　絶世の美女　魔性』の韓国語版）
- 『平松洋艺术史系列：名画中的符号』2017（『名画の謎を解き明かす　アトリビュート・シンボル図鑑』の中国語版）[9]
- 『平松洋艺术史系列：名画中的莎士比亚』2017（『名画で見るシェイクスピアの世界』の中国語版）
- 『平松洋艺术史系列：美的反叛者：拉斐尔前派的世界』2017（『ラファエル前派の世界』の中国語版）
- 『어트리뷰트와 심벌로 명화의 수수께끼를 풀다』2017（『名画の謎を解き明かす　アトリビュート・シンボル図鑑』の韓国語版）[10]
- 『名畫裡的道具, 才是主角: 畫面出現水果、動物、生活用具、器官……這些配角不是畫好看的, 是主題。看懂大畫家想說的故事』2017（『名画の謎を解き明かす　アトリビュート・シンボル図鑑』の香港版）[11]

### 監修
- 『挿絵画家アーサー・ラッカムの世界』新人物往来社〈ビジュアル選書〉2011／新装版 KADOKAWA 2019[12]
- 『挿絵画家アーサー・ラッカムの世界２』新人物往来社〈ビジュアル選書〉2011／新装版 KADOKAWA 2019
- 『挿絵画家エドマンド・デュラックの世界』KADOKAWA〈ビジュアル選書〉2014
- 『挿絵画家カイ・ニールセンの世界』KADOKAWA〈ビジュアル選書〉2014
- 『性愛の西洋美術史』海野弘と共同監修・執筆 洋泉社〈洋泉社MOOK〉 2014
- 『こころ華やぐ なぞり描き ミュシャ』KADOKAWA 2017

### 翻訳
- サン=テグジュペリ『星の王子さまのことば しあわせを届ける117のヒント』編訳 新人物往来社 2011

### 新聞連載
- 『映画に見る名画』時事通信社 2014年20回連載
- 『美の十選  サブカルを触発したアート十選』日本経済新聞社 2016年10回連載